# Nils Matsson Kiöping
Nils Matsson Kiöping, även Matson, Mattson, Mattsson, född 23 juni 1621 i Arboga, död 22 november 1680 i Stockholm,  var en  svensk reseskildrare och sjöofficer. Han var prästson uppvuxen i Köping, gav sig i holländsk sjötjänst och lämnade 1647 som matros Republiken Förenade Nederländerna för att medfölja på en längre sjöresa. Han arbetade som soldat, tolk och sekreterare i Ostindien, på Java och i Persien och besökte södra Kina och Taiwan 1655. År 1656 återkom han till Sverige, blev löjtnant i örlogsflottan och deltog i de följande årens sjökrig.

## Reseskildrare
Nils Matsson skrev 1660 den första stora asiatiska reseskildringen på svenska. Den publicerades 1667 av greve Per Brahe d.y.:s boktryckare på Visingsö i Vättern, det braheska grevskapets centrum, och utkom i nya upplagor 1674, 1743, 1759, 1790 och 2016. En kommenterad översättning till engelska gavs ut 2021. 
Nils Matsson Kiöpings reseskildring omfattar 136 sidor, det vill säga hälften av första upplagans omfång. Resten av bokens innehåll består av en starkt förkortad (47 s.) översättning av belgaren François Carons bok om Japan (1636), ännu en skildring av Japan (62 s.) skriven av Olof Eriksson Willman (ca 1620 – ca 1673), samt en tiosidig skildring av en anonym rysk diplomats resa landvägen från Moskva till Kina. Om Willman kan noteras att han 1658 var kapten på det äldre av de två regalskeppen vid namn Kronan, sjösatt 1632.

## Biografi
Nils Matsson föddes i Arboga, där fadern Matthias Nicolai Thunæmontanus hade tjänst som rektor vid skolan i staden. Kort efter Nils Matssons födelse blev fadern kyrkoherde i Köpings stadsförsamling i Västmanland och tillika prost. Modern Malin Carlsdotter var förmodligen utomäktenskaplig dotter till Carl Gustafsson Stenbock. Det innebar att Nils Matsson var syssling både till greve Per Brahe d.y. och till dennes första hustru. Detta inofficiella släktband med högadeln tycks ha haft stor betydelse för hur hans liv gestaltade sig. 
Efter studier i Uppsala med början 1641 fick Nils Matsson 1647 drottning Kristinas rekommendation för resor utrikes. Det blev början till nära nio års kringflackande till sjöss kring Afrikas och Asiens kuster 1647–1656, bland annat i holländska ostindiska kompaniets tjänst. De följande fyra åren var han löjtnant i svenska flottan, då han deltog i sjöslagen vid Mön 1657 och i Öresund 1658. 
1660 fick Nils Mattsson avsked från flottan och skrev den reseskildring som greve Brahes folk tryckte. Han bildade familj och bodde under fattiga omständigheter vid Kvastmakartrappan nära Danvikstull på Södermalm i Stockholm, stödd ekonomiskt av sin mäktige syssling. Ironiskt nog tycks denne världsresenär, som överlevt både sjödrabbningar och skeppsbrott, vid omkring 59 års ålder ha slutat sina dagar genom drunkningsdöden i Stockholm.